# Trachyrhamphus
Trachyrhamphus  là một chi cá biển trong họ cá chìa vôi Syngnathidae thuộc bộ cá chìa vôi, gồm các loài bản địa của Ấn Độ Dương và Thái Bình Dương.

## Các loài
Hiện hành có ba loài được ghi nhận trong chi cá này:
- Trachyrhamphus bicoarctatus (Bleeker, 1857) (Double-ended pipefish)
- Trachyrhamphus longirostris Kaup, 1856 (Straightstick pipefish)
- Trachyrhamphus serratus (Temminck & Schlegel, 1850): Cá chìa vôi mõm răng cưa